# کورتنی مک‌کول
کورتنی مک‌کول (به انگلیسی: Courtney McCool) ژیمناست زادهٔ ۱ آوریل ۱۹۸۸ میلادی اهل کشور ایالات متحده آمریکا است.